# Trelleborgs FF
Trelleborgs Fotbollförening – szwedzki klub piłkarski z siedzibą w Trelleborgu, założony 6 grudnia 1926, obecnie występujący w Superettan (II poziom ligowy).

## Historia
Klub został założony 6 grudnia 1926. W swojej historii rozegrał 13 sezonów w Allsvenskan (szwedzkiej ekstraklasie). Po raz pierwszy awansował do niej w 1991, a już w sezonie 1992 osiągnął największy sukces – 3. miejsce. Rok później zakończył sezon na 4. pozycji. W sezonie 1994/1995 po raz pierwszy i zarazem jedyny wystąpił w Pucharze UEFA. W rundzie eliminacyjnej okazał się lepszy od GÍ Gøta z Wysp Owczych (1:0, 3:2), a w 1. rundzie od Blackburn Rovers wygrywając 1:0 na wyjeździe i u siebie remisując 2:2. Przygoda z europejskimi pucharami zakończyła się na 2. rundzie, w której Trelleborg przegrał w dwumeczu z S.S. Lazio (0:0, 0:1).
W 2001 drużyna zajęła ostatnie miejsce w Allsvenskan, spadając tym samym na drugi szczebel ligowy. Grała na nim do 2003, kiedy powróciła do ekstraklasy. Jednak już w 2004 ponownie zajęła ostatnie miejsce, zdobywając zaledwie 13 punktów i wygrywając dwa spotkania. W 2006 zespół wygrał rozgrywki Superettan i po raz kolejny w historii awansował do pierwszej ligi, a w 2007 utrzymał się w niej zajmując przedostatnie miejsce.
Domowe mecze zespół rozgrywa na stadionie Vångavallen, który nosi także przydomek Tjongavallen. Może on pomieścić około 10 tysięcy widzów.

## Reprezentanci kraju grający w klubie
- Tommi Grönlund
- Mika Kottila
- Rami Rantanen
- Colin Hill
- / Vujadin Stanojković
- Stephen Ademolu
- Nick Dasovic
- Tomas Ražanauskas
- Justice Christopher
- Ryszard Jankowski
- Krzysztof Pawlak
- Igor Sypniewski
- Daniel Andersson
- Magnus Arvidsson
- Rasmus Bengtsson
- Leif Engqvist
- Andreas Isaksson
- Christian Karlsson
- Mats Lilienberg
- Thomas Magnusson
- Jan Möller
- Mattias Thylander

## Europejskie puchary
Legenda do wszystkich tabel:
- Q – runda eliminacyjna, 1/16, 1/8, 1/4, 1/2 – odpowiednia faza rozgrywek, Grupa – runda grupowa, 1r gr – pierwsza runda grupowa, 2r gr – druga runda grupowa, F – finał, R – runda, PO – play-off
- k. – rzuty karne, los. – losowanie, Dogr. – dogrywka, w. – zasada bramek strzelonych na wyjeździe

| Sezon   | Rozgrywki   | Runda | Klub             | Dom | Wyjazd | Ogólnie |
| ------- | ----------- | ----- | ---------------- | --- | ------ | ------- |
| 1994/95 | Puchar UEFA | Q     | Víkingur Gøta    | 3–2 | 1–0    | 4–2     |
| 1994/95 | Puchar UEFA | 1R    | Blackburn Rovers | 2–2 | 1–0    | 3–2     |
| 1994/95 | Puchar UEFA | 2R    | S.S. Lazio       | 0–0 | 0–1    | 0–1     |